# Nucula carlottensis
Nucula carlottensis is een tweekleppigensoort uit de familie van de Nuculidae. De wetenschappelijke naam van de soort is voor het eerst geldig gepubliceerd in 1897 door Dall.